# Asociación Uruguaya de Alzheimer y Similares
Asociación Uruguaya de Alzheimer y Similares (AUDAS), es una institución sin fines de lucro uruguaya. Fue creada el 10 de mayo de 1991.
Ubicado en la calle Magallanes 1320 PB, esq. José E. Rodó en Montevideo. Cuenta con Personería Jurídica N°6.602 desde 1994.  
Se creó para generar apoyo a las personas afectadas de Alzheimer y otras demencias para mejorar su calidad de vida y la de su entorno familiar y comunicar a la sociedad en general los conocimientos y avances en la problemática del Alzheimer y otras demencias. Está integrada por familiares, amigos y profesionales de pacientes con la Enfermedad de Alzheimer y otros síndromes demenciales. Existen en Uruguay unos 50.000 casos detectados.
Uno de sus fundadores y presidente fue el doctor Roberto Ventura, Lilians Dotti y su actual presidenta es Paola Maeso.